# Le Barbier de Séville (film, 1948)
Pour les articles homonymes, voir Le Barbier de Séville (homonymie).
Pour plus de détails, voir Fiche technique et Distribution.
Le Barbier de Séville est un film musical français réalisé en 1947 par Jean Loubignac et sorti en 1948.
Il s'agit de la transposition cinématographique de l'opéra Le Barbier de Séville (créé en 1816) de Gioachino Rossini, lui-même adapté de la pièce de théâtre homonyme (1775) de Pierre-Augustin Caron de Beaumarchais.

## Fiche technique
- Titre : Le Barbier de Séville
- Réalisation : Jean Loubignac
- Photographie : René Colas
- Décors : Louis Le Barbenchon
- Son : Antoine Petitjean
- Musique : Gioachino Rossini
- Montage : Fanchette Mazin
- Pays d'origine :  France
- Production : Codo Cinéma
- Tournage : du 10 novembre au 29 novembre 1947
- Genre : film musical
- Durée : 98 minutes
- Date de sortie : France - 19 mai 1948

## Distribution
- Raymond Amade : le comte Almaviva
- Roger Bourdin : Basile
- Roger Bussonet : Figaro, le barbier
- Renée Gilly : Marceline
- Lucienne Jourfier : Rosine
- Louis Musy : Bartholo
- Serge Rallier : l'alcade
- Jean Vieuille : Pédrille
- Gustave Wion : un officier